# Venas de los cuerpos vertebrales
Reciben el nombre de venas de los cuerpos vertebrales o venas radiadas (TA: venae basivertebrales) los senos venosos del tejido poroso de los cuerpos vertebrales que se comunican con el plexo de venas de la superficie anterior de las vértebras y con el plexo venoso vertebral interno anterior.
Emergen del agujero de conjunción en las superficies posteriores de los cuerpos vertebrales.
Están contenidas en grandes y tortuosos canales en la sustancia de los huesos, similares en todos los aspectos a los que pueden encontrarse en el diploe de los huesos del cráneo.
Se comunican, a través de pequeñas aberturas en las superficies frontal y lateral de los cuerpos vertebrales, con los plexos vertebrales externos anteriores, y convergen por detrás en el canal principal, que a veces es doble hacia su parte posterior, desembocando por medio de orificios con válvulas en las ramas transversas, las cuales se unen a los plexos vertebrales internos anteriores.
Aumentan considerablemente de tamaño en la edad avanzada.

## Imágenes adicionales

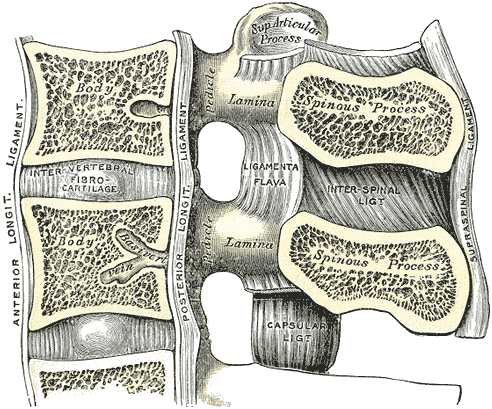
Sección sagital de dos vértebras.